# 나카하야촌
나카하야촌(中芳養村)은 와카야마현 니시무로군에 설치되었던 촌이다. 현재의 와카야마현 다나베시 나카하야초의 지역명에 해당된다. 2020년 3월 31일 현재 인구는1,868명. 우편번호 646-0057. 본 항에서는 과거 같은 구역에 존재했던 니시무로군 나카하야촌 (中方陽村)에 해당되는 문서이다.